# فابيان بازوالدو
فابيان بازوالدو (بالإسبانية: Fabián Basualdo) هو لاعب كرة قدم أرجنتيني في مركز الدفاع، ولد في 26 فبراير 1964 في روساريو في الأرجنتين. شارك مع منتخب الأرجنتين تحت 20 سنة لكرة القدم ومنتخب الأرجنتين لكرة القدم. أما مع النوادي، فقد لعب مع ريفر بليت وغودوي كروز ونادي ألميرانته براون ونيولز أولد بويز.

## وصلات خارجية
- فابيان بازوالدو على موقع قاعدة بيانات كرة القدم.إي يو (الإنجليزية)
- فابيان بازوالدو على موقع ناشيونال فوتبول تيمز (الإنجليزية)